# Tag cloud
Tag cloud (буквално: „облак от етикети“ или weighted list, „претеглен списък“) е визуално изображение на потребителски генерирани тагове (етикети) или просто думите, съдържащи се в сайт, обичайно използвани, за да се опише съдържанието на уебсайтовете. Таговете в „облака“ обикновено са единични думи и са изброени по азбучен ред, а важността на всеки един таг е изобразена с размер на шрифта или цвят. Така е възможно да се намери таг по азбучен ред или по важност. Обикновено таговете са хиперлинкове, които водят до колекция от страници, свързани с всеки таг. Понякога за открояване се използват други визуални техники, като цветен шрифт, яркост или удебеляване.

## История
Облаците от етикети са използвани във високопрофилен уебсайт за първи път в сайта за споделяне на снимки Flickr. Това е осъществено на основата на проучването на софтуера на Джим Фланаган Search Referral Zeitgeist, , който има за цел да визуализира референции между уебсайтове. Tag clouds са популяризирани също от други платформи като Del.icio.us и Technorati. При приемането на наградата Webby за 2006 година в категория „Най-добри практики“, в своята реч от пет думи Flickr заявяват: „Sorry about the tag clouds“ („Извинете за tag clouds“).
Преди представянето на tag clouds като претеглен списък, концепцията за различната тежест и размер на шрифта е била прилагана в географските карти, за да се онагледи относителната големина или значимост на определени региони и населени места.
През последните години tag clouds придобиват още по-голяма популярност, заради участието им в оптимизацията на уебстраници. Правилно приложени, tag clouds повишават взаимосвързаността на страниците в уебсайта, когато през него минава търсещият „паяк“. Това се изразява в тенденция за подобряване на ранга на сайта в търсачките.

## Видове
Има три основни вида tag cloud приложения в социалния софтуер, които се различават по-скоро по своето значение, отколкото по вида си. В първия вид има таг за честотата на всеки един елемент, докато при втория вид има глобални tag clouds, където честотите са обобщена информация от всички елементи и потребители. В третия вид в „облака“ се съдържат категории с размер, показващ броя на подкатегориите.
При първия вид, размерът показва броя пъти, в които етикетът е прилаган към самостоятелен елемент. Това е полезно като средство за показване на метаданни относно елемент, който е демократично 'гласуван' и където точни резултати не са желани. Примери за такава употреба са Last.fm (показва жанровата принадлежност на групите) и LibraryThing (показва тагове принадлежащи на книга).
При втория, най-често използван вид, размерът представя броя на елементите, към които тагът е приложен, като визуализация на популярността на всеки таг. Примери за такива tag clouds са използвани в сайта за хостване на изображения Flickr, търсачката на блогове Technorati и при търсането на резултати от Google с DeeperWeb.
При третия вид таговете се използват като метод за категоризация на съдържащите се елементи. Таговете са представени в „облак“, където по-големите тагове представят количеството на съдържаните елементи в дадената категория.
Обобщено същите визуални техники могат да бъдат използвани за изобразяване на произволни други данни, както в word cloud („облак от думи“), така и в data cloud („облак от данни“).

## Външен вид
Tag clouds обикновено са представяни чрез вградени HTML елементи. Таговете може да се появяват в азбучен ред, случаен ред, може да бъдат разделени по значение и т.н. Най-известно е правоъгълното таг подреждане чрез азбучно разделяне с последователно оформяне ред по ред. Решението за оптимално оформление трябва да се ръководи според очакваните потребители. Някои предпочитат таговете да бъдат групирани семантично,  така че подобните тагове да се появяват близо до другите. Могат да се използват евристики, за да се намали размерът на tag clouds, независимо дали целта е таговете да бъдат групирани или не.

## Data clouds
Data cloud („облак от данни“) или cloud data („облачни данни“) е визуализация на данните, за която се използва размерът на шрифта и/или цвят, за да се покаже числена стойност.  Това е подобно на tag cloud, но вместо брой думи се показват данни като население или цените на фондов пазар.

## Text clouds
Text cloud („облак от текст“) или word cloud („облак от думи“) е визуализация на честотата на думите в даден текст като претеглен списък. В последно време тази техника се използва за визуализиране на тематичното съдържание на политическите речи.

## Collocate clouds
Разширявайки обхвата на text cloud, collocate cloud („облак от съчетания“) предоставя по-съсредоточен поглед върху документ или сборник. Вместо обобщаване на цял документ, collocate cloud изучава употребата на определени думи в съчетания. Резултатът съдържа думите, които се използват често в съчетание с търсената дума. Тези съчетания са форматирани, за да покажат честотата на срещане, както и ефективността на съчетанието (като яркост). Това предоставя интерактивни методи за разглеждане и опознаване на езика. 

## Разбиране на tag clouds
Tag clouds са предмет на изследване на няколко проучвания на ползваемостта (usability). Следното обобщение е базирано на преглед на резултати от проучванията, дадени от Lohmann et al.:
- Размер на тага: Големите по размер тагове привличат вниманието на потребителите повече, отколкото малките тагове (ефектът зависи и от други свойства, например, броя на символите, разположението, съседните тагове).
- Сканиране: Потребителите по-скоро сканират, отколкото да четат tag clouds.
- Центриране: Таговете в центъра привличат вниманието на потребителя повече, отколкото таговете в периферията (ефектът зависи от оформлението).
- Разположение: Потребителят обръща най-голямо внимание на горния ляв квадрант и по-малко на другите (западни навици на четене).
- Проучване: Tag clouds е неоптимално помощно средство, когато се търсят определени тагове (в случаите, когато тези тагове не са с открояващо се голям размер на шрифта).

## Създаване на Tag cloud
Обикновено, размерът на шрифта на тага в tag cloud се определя от разпространението му. За word cloud категории като уеблог, честотата на ползване, например, отговаря на броя на уеблог влизанията, които са записани в категорията. За малки честоти е достатъчно да се посочи директно което и да е число от 1 до максималния размер на шрифта. За по-големите стойности трябва да бъде направено мащабиране. С линейна нормализация тегловият коефициент {\displaystyle t_{i}} на i-тия дескриптор се съотнася с единична скала чрез {\displaystyle f}, където {\displaystyle t_{m}in} и {\displaystyle t_{m}ax} определят границите на наличните теглови коефициенти.
{\displaystyle s_{i}=\left\lceil {\frac {f_{\mathrm {max} }\cdot (t_{i}-t_{\mathrm {min} })}{t_{\mathrm {max} }-t_{\mathrm {min} }}}\right\rceil } за {\displaystyle t_{i}>t_{\mathrm {min} }}; в противен случай {\displaystyle s_{i}=1}
- {\displaystyle s_{i}}: размер на шрифта за изобразяване на i-тия дескриптор
- {\displaystyle f_{\mathrm {max} }}: максимален размер на шрифта
- {\displaystyle t_{i}}: брой
- {\displaystyle t_{\mathrm {min} }}: минимален брой
- {\displaystyle t_{\mathrm {max} }}: максимален брой

Тъй като броят на индексираните елементи за един дескриптор обикновено се разпределя по отношение на някаква степенна функция, за по-големи множества от стойности има смисъл да се прилага логаритмично представяне. .
Реализирането на tag clouds също така включва текстов разбор (парсване) и премахване на ненужните тагове като често срещани думи, цифри и пунктуация.
Лесни инструкции за създаване на Word Clouds могат да бъдат намерени в Wordle Архив на оригинала от 2011-05-29 в Wayback Machine..